# Leucopogon altissimus
Leucopogon altissimus är en ljungväxtart som beskrevs av Hislop. Leucopogon altissimus ingår i släktet Leucopogon och familjen ljungväxter. Inga underarter finns listade i Catalogue of Life.